# Amber Kuo
Amber Kuo Cai Jie (Chino tradicional: 郭采潔; Chino simplificado: 郭采洁, pinyin: Guo Cǎijié, nacida el 19 de febrero de 1986) es una cantante y actriz taiwanesa.

## Biografía
Amber Kuo se graduó de la Universidad Nacional de Taipéi con una licenciatura en trabajo social en 2008.
Salió con el actor Tony Yang, sin embargo la relación terminó en el 2015.
Se opuso públicamente a matrimonios del mismo sexo debido a su origen cristiano en noviembre de 2013. Estas noticias fueron relatadas por Gospel Herald chino.

## Carrera
Kuo comenzó su carrera más notable por su personaje principal tras participar en el video musical de Tank "cuando éramos jóvenes", del álbum debut de este último, Lucha, La Ley de sobrevivir. Ella también participó en 雨天 Stefanie Sun 孙燕姿 's video musical ( Rainy day) y FIR 阿 沁 's de videos musicales 其实 还 爱 你 .
Aparece también en "This Love Is (就是 爱)" de la canción del álbum de Nicholas Teo: el momento de silencio (沉默 的 瞬间).
Ella ganó en 2010 en el Festival Internacional de Cine de "Mejor Nuevo Talento" premio por su interpretación en Au Revoir Taipei (一页 台北).

## Álbum
| Fecha de lanzamiento | Título                                       |
| -------------------- | -------------------------------------------- |
| 12 - 25 - 2007       | - Invisible Superman (隱形超人)              |
| 05 - 01 - 2009       | - i amber (愛異想)                           |
| 06 - 09 - 2010       | - Sparklers (煙火)                           |
| 10 - 08 - 2012       | - Gěi Tā (Hear, There And Everywhere) (給他) |

## Filmografía

### Series de televisión
| Año  | Título                                                                          | Personaje            |  |
| 2018 | Meteor Garden (流星花园/Liúxīng Huāyuán)                                        | Guo Kaijie (ep.#1)   |  |
| 2014 | Wonder Lady 3 (极品女士 3)                                                      | -                    |  |
| 2009 | The Happy Times of That Year (那一年的幸福時光/Na Yi Nian De Xing Fu Shi Guang) | Chen Su Xin (陳素馨) |  |
| 2008 | Invincible Shan Bao Mei (無敵珊寶妹 / Woody Sambo)                              | Hu Shan Bao (胡珊寶) |  |
| 2006 | Real's (F.I.R) Music & Love Story 阿沁音樂愛情故事                              | ella misma           |  |

### Películas
| Año  | Título                                  | Personaje |
| 2010 | Au Revoir Taipei (一頁台北)             | Susie     |
| 2010 | Close to You (近在咫尺)                 | 小葵      |
| 2012 | Love (愛)                               | 小霓      |
| 2012 | When Yesterday Comes                    |           |
| 2012 | Amazing                                 |           |
| 2014 | (Sex) Appeal                            |           |
| 2020 | L.O.R.D: Legend of Ravaging Dynasties 2 |           |

### Programas de variedades
| Año        | Programa          | Notas                        |
| ---------- | ----------------- | ---------------------------- |
| 2016, 2017 | Ace vs Ace        | (ep. #1.11, 2.03) - invitada |
| 2015       | Hurry Up, Brother | episodio #3.02               |
| 2015, 2016 | Happy Camp        | 2 episodios - invitada       |

## Discografía

### Otras canciones
| Año  | Título                     | Álbum | Notas |
| ---- | -------------------------- | ----- | --- |
| 2020 | Believe That Love Will Win |       | junto a otros artistas - (canción en cantonés, de apoyo para las personas que está luchando contra el coronavirus) |